# Повх, Степан Ананьевич
Степан Ананьевич Повх (27 августа 1929, с. Гатна Держанянского района Хмельницкой области — 5 июля 1972, Нижневартовск) — буровой мастер. Входит в плеяду первооткрывателей крупнейшего в России Самотлорского нефтяного месторождения. Непосредственный участник разработки нефтяных месторождений Западной Сибири.

## Биография
В годы Великой Отечественной войны родители Повха погибли, старший брат ушёл на фронт, и он остался в семье за старшего. Получить полное среднее образование Степану Повху не удалось. Для того, чтобы прокормить семью он пас местный скот, затем работал на торфопредприятии.
В 1949 году женился и вскоре после свадьбы был призван в ряды Советской Армии. Служил в Башкирии, где после демобилизации в 1952 году, остался работать в Культюпинской конторе бурения треста «Башвостокнефтеразведка». Первоначально работал дублёром верхового рабочего, затем верховым, помощником бурильщика, а после окончания в Уфе специальных курсов – бурильщиком. 
В 1956 году был переведён переводится в трест «Туймазабурнефть» в контору роторного бурения №2. 
В 1964 году Повху предложили работу на новом месторождении в Сибири, где создавалась Мегионская контора бурения №4 (впоследствии УБР-1).
На месте посёлка СУ-14 (вблизи п. Нижневартовский) бригадой построили барак на четыре семьи, сами возвели первую буровую. 
В 1967 году Повх окончил курсы буровых мастеров и был назначен буровым мастером. Повх приступил к формированию своей бригады, которая стала одной из передовых в Главтюменьнефтегазе. 
Зимой 1968 года бригаду Повха из Мегиона перебросили на Самотлор. Им было доверено пробурить первую промышленную самотлорскую скважину. 
2 апреля 1969 г. – первая нефтепромысловая скважина №200 крупнейшего в стране и одного из самых крупных в мире месторождения подключена к нефтесборной сети. Задвижку открыли буровой мастер Степан Ананьевич Повх и начальник нефтепромысла Иван Иванович Рынковой. Так было положено начало разработке уникального Самотлорского месторождения. Бригада Степана Повха, по оценке специалистов, внесла огромный вклад во внедрение кустового метода бурения, разбурив первый куст. При непосредственном участии Повха освоено строительство буровых на катковых и железнодорожных основаниях, усовершенствована схема размещения оборудования и узлов.
5 июля 1972 году Повх погиб на реке Вах.
Сын, дочь, внук и внучка Повха стали работать в нефтяной отрасли.

## Награды
- Орден Октябрьской Революции
- Орден Трудового Красного Знамени
- Знак «Отличник нефтяной промышленности СССР»
- Медаль «За доблесть и труд»

## Память
- Именем С.А. Повха названы улица и сквер в г. Когалым, улица и средняя школа в г. Нижневартовск.
- Авиакомпания Ютэйр присвоила имя Степана Повха самолёту Boeing 737-500 (регистрационный номер VQ-BAD)
- В составе производственного объединения «Нижневартовскнефтегаз» в качестве газового предприятия Когалымского региона образовано нефтегазодобывающее управление «Повхнефть» (1978).
- Одно из нефтяных месторождений (1979), и вахтовый посёлок при нём носит имя С.А. Повха.
- В управлении буровых работ, в котором работал С.А. Повх, учреждена стипендия его имени для студентов, направленных на учёбу в институт из этого коллектива.
- В Когалыме Степану Повху установлен бронзовый бюст (2005).